# Губенко Світлана Іванівна
Губенко Світлана Іванівна (20 березня 1950) — українська учена у галузі металургії. Доктор технічних наук, професор. Академік АН ВШ України з 1998 р.

## Біографія
Народилася в Самарканді (Узбекистан). Закінчила з відзнакою Дніпропетровський металургійний інститут (1972) та аспірантуру цього інституту (1975). Працювала молодшим, старшим, провідним науковим співробітником в науковому секторі кафедри металознавства Національної металургійної академії України з 1975 р. З 1996 р. — професор кафедри металознавства (нині — кафедра матеріалознавства).
Викладає в Національній металургійній академії України курси: «Металознавство», «Металознавство і термічна обробка металів», «Теорія будови речовини», «Нові матеріали», «Фізичні основи пластичної деформації». У 2002 р. пройшла стажування в Оксфордському університеті. Доктор технічних наук (1993), професор (1996).

## Наукова діяльність
Наукові інтереси — в галузі фізичного металознавства. Співавтор фундаментального відкриття твердофазної автоепітаксії алмазу в вуглецьвміщуючому середовищі. Наукові розробки останніх років: теоретичні основи впливу неметалевих включень та міжфазних границь включення-матриця на формування структури залізних сплавів при послідовних або комплексних обробках в умовах дії високоенергетичних полів; закономірності формування і росту алмазу у чавуні; теорія зносу транспортного металу; закономірності зміцнення металів і сплавів при лазерній та вибуховій обробці, вибуховому легуванні.
Автор (співавтор) 530 робіт, із них 10 монографій, 50 книг і брошур. Має 12 винаходів. Вчений секретар відділення металургії АН ВШ України (1996—2005).

## Нагороди
Лауреат Нагороди Ярослава Мудрого АН ВШ України (1998), лауреат премії ім. Стародубова Міжнародної інженерної академії (1998). Дійсний член міжнародних наукових товариств: Асоціація металознавців Росії (Москва, Росія), ASM International (Брюссель, Бельгія). Нагороджена заохочувальною відзнакою МОН України нагрудним знаком «Відмінник Освіти» (2010).